# الیوت جایلز
الیوت جایلز (انگلیسی: Elliot Giles؛ زادهٔ ۲۶ مهٔ ۱۹۹۴) دونده اهل بریتانیا است.